# Рік президента Зеленського (фільм)
«Рік президента Зеленського» — український документальний фільм від Офісу президента України, відзнятий 2020 року.

## Сюжет
У документальному фільмі «Рік Президента Зеленського» Глава держави розповів про те, що змінилося в країні, чи змінився він сам і чому не шкодує про своє рішення піти в політику.
У фільмі представлені всі події, які відбулися в країні за рік президентства Володимира Зеленського.

### Основні тези:[1][2]
1. Закон про імпічмент.
2. Зняття депутатської недоторканності. Зеленський підкреслив, що навіть у новому парламенті цей законопроєкт викликав обурення. Проте завдяки монобільшості вдалося його ухвалити та виконати цю обіцянку.
3. Про Кабмін. Зеленський зазначив, що урядом командує прем'єр-міністр. Проте він впевнений, що за цим повинен слідкувати президент.
4. Зарплати чиновників. Президент підкреслив, що зараз український чиновник заробляє максимум 47 тисяч гривень, натомість раніше — це були мільйони. Й додав, що будь-які зміни — це доволі складно, адже робляться вони переважно через закони. А тисячі правок до важливих законопроєктів гальмують процес.
5. Про сім'ю. Зеленський розповів, що працювати доводиться без вихідних. Попри це, дружина та діти глави держави все ж зіштовхуються з певним дискомфортом. Адже важко знайти можливість побути наодинці, коли поруч завжди перебуває охорона.
6. Підтримка світових лідерів та міжнародних організацій. Президент зазначив, що познайомився з низкою світових лідерів і заручився їхньою підтримкою у його прагненнях. Також глава держави запевнив, що в Україні зараз міцні відносини й із США.
7. Повне перезавантаження судової системи. Зеленський переконаний, що впродовж усіх років незалежності в Україні вибудувана судова система, яка не працює справедливо. Він підтримує її повне перезавантаження. Президент навів приклади успішної роботи правоохоронців — справи Сергія Пашинського та Олега Гладковського.
8. Про «правоохоронний хаос». Президент підкреслив, що не розуміє, для чого Україні стільки правоохоронних органів. Він впевнений, що така їх кількість тягне за собою розмиття відповідальності. Тож їх також обов'язково потрібно перезавантажувати.
9. Про війну на Донбасі. Зеленський впевнений, що до 2024 року Україні війну на Донбасі вдасться зупинити. За словами президента, процес перемовин намагаються пришвидшити, а невдовзі — будуть результати.
10. Про намір створити національну авіакомпанію. Президент розповів, що наразі триває робота над програмою, аби втілити плани створення державної авіакомпанії у життя. Держава готова виділити на це гроші, замовлення на літаки у такому разі отримає держпідприємство «Антонов».
11. Про медичну реформу. Як зазначив Зеленський, під час пандемії коронавірусу COVID-19 стали помітними усі недоліки медичної реформи. Й наголосив: єдине, що має зараз українська медицина — хороший медичний персонал.
12. Нормандська зустріч у Парижі. Зеленський пригадав нормандську зустріч 9 грудня 2019 року. За його словами, вона була складною та на найвищому рівні, який тільки можливий. Він впевнений, що українська делегація вийшла звідти з дуже непоганим результатом.